# Pays-Bas aux Jeux olympiques d'hiver de 2002
Les Pays-Bas participent aux Jeux olympiques d'hiver de 2002 à Salt Lake City.

## Médaillés
| Medaille | Athlète           | Sport               | Épreuve         |
| -------- | ----------------- | ------------------- | --------------- |
| Or       | Jochem Uytdehaage | Patinage de vitesse | 10 000 m hommes |
| Or       | Gerard van Velde  | Patinage de vitesse | 1 000 m hommes  |
| Or       | Jochem Uytdehaage | Patinage de vitesse | 5 000 m hommes  |
| Argent   | Gianni Romme      | Patinage de vitesse | 10 000 m hommes |
| Argent   | Jan Bos           | Patinage de vitesse | 1 000 m hommes  |
| Argent   | Jochem Uytdehaage | Patinage de vitesse | 1 500 m hommes  |
| Argent   | Renate Groenewold | Patinage de vitesse | 3 000 m femmes  |
| Argent   | Gretha Smit       | Patinage de vitesse | 5 000 m femmes  |